# Madhav V. Nori
Madhav Vithal Nori (...) è un matematico indiano. Nel 1980 ha ricevuto la Medaglia INSA per giovani scienziati.

## Biografia
Nori ha conseguito il dottorato in matematica nel 1981 presso l'Università di Mumbai. La sua ricerca matematica verte attorno la geometria algebrica e l'algebra commutativa. Più nello specifico le sue aree di interesse si concentrano sui cicli algebrici, la teoria K, la teoria di Hodge, la teoria di Galois e sulle loro interazioni. Nori ha ricevuto la medaglia INSA per giovani scienziati nel 1980 ed è membro eletto dell'Accademia indiana delle scienze di Bangalore.

## Lo schema in gruppi fondamentale
Sotto la direzione di Conjeerveram S. Seshadri Nori ha dimostrato l'esistenza dello schema in gruppi fondamentale {\displaystyle \pi _{1}(X,x)} durante il suo dottorato, utilizzando la teoria dei fibrati vettoriali essenzialmente finiti da lui stesso definiti. Lo schema in gruppi fondamentale è anche conosciuto come schema in gruppi fondamentale di Nori, prendendo il nome dal suo creatore, ed è spesso indicato anche come {\displaystyle \pi ^{N}(X,x)}, dove {\displaystyle N} sta appunto per Nori. Esiste una famiglia speciale di fibrati vettoriali chiamati fibrati vettoriali Nori-semistibili in onore di Nori poiché egli ebbe la prima intuizione della loro esistenza e ne studiò le prime proprietà. La teoria dello schema in gruppi fondamentale ha avuto grande successo dai primi anni 2000 in avanti e la sua costruzione è stata poi ulteriormente generalizzata. Ad esempio una dimostrazione dell'esistenza dello schema in gruppi fondamentale per schemi definiti su schemi di Dedekind è stata fornita da Marco Antei, Michel Emsalem e Carlo Gasbarri.